# Лос-Анджелес (річка)

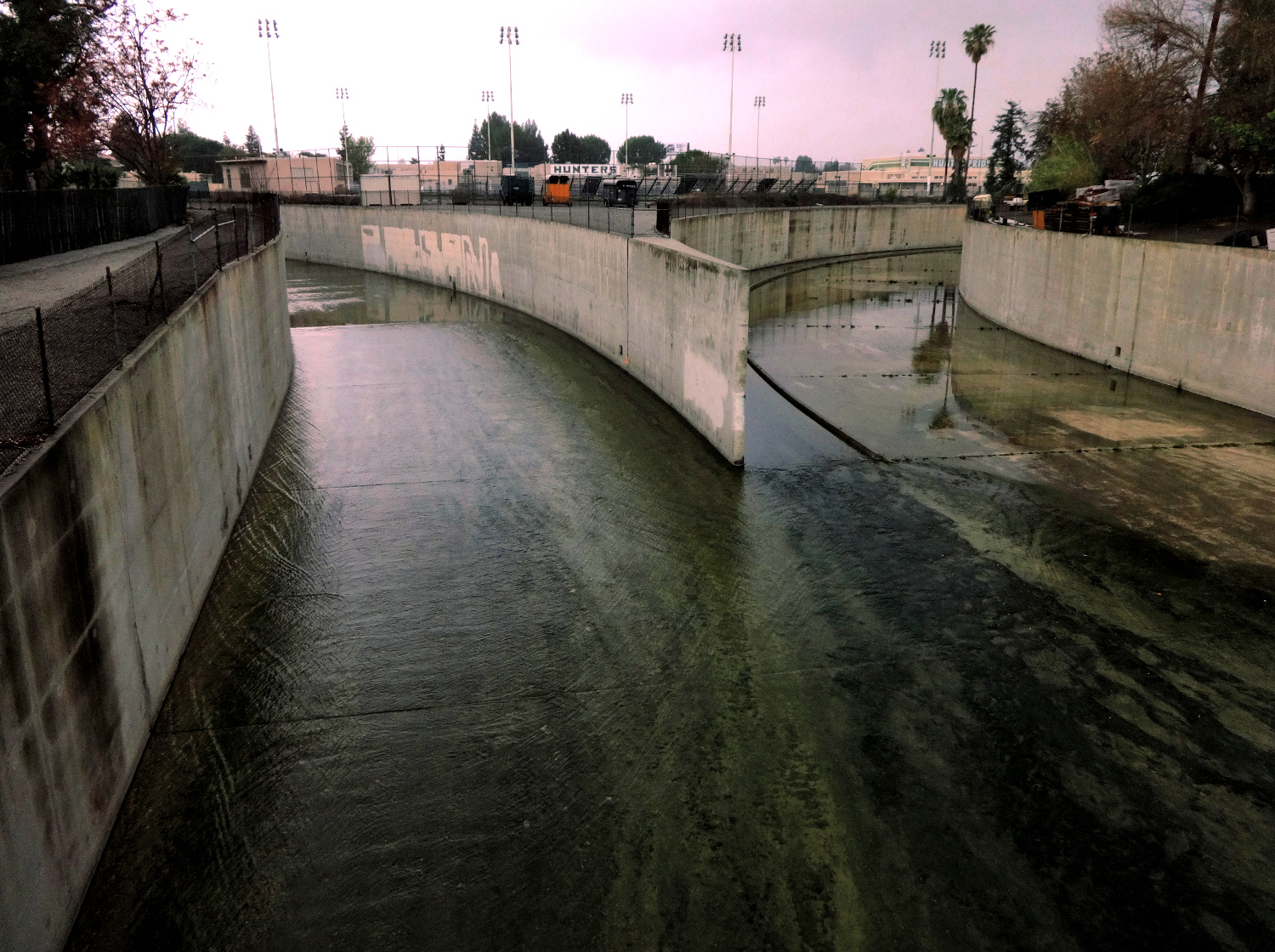
Початок Лос-Анжелесу у місцевості Канога-Парк злиттям річок Калабасас зліва на світлині й Белл-Крік справа.

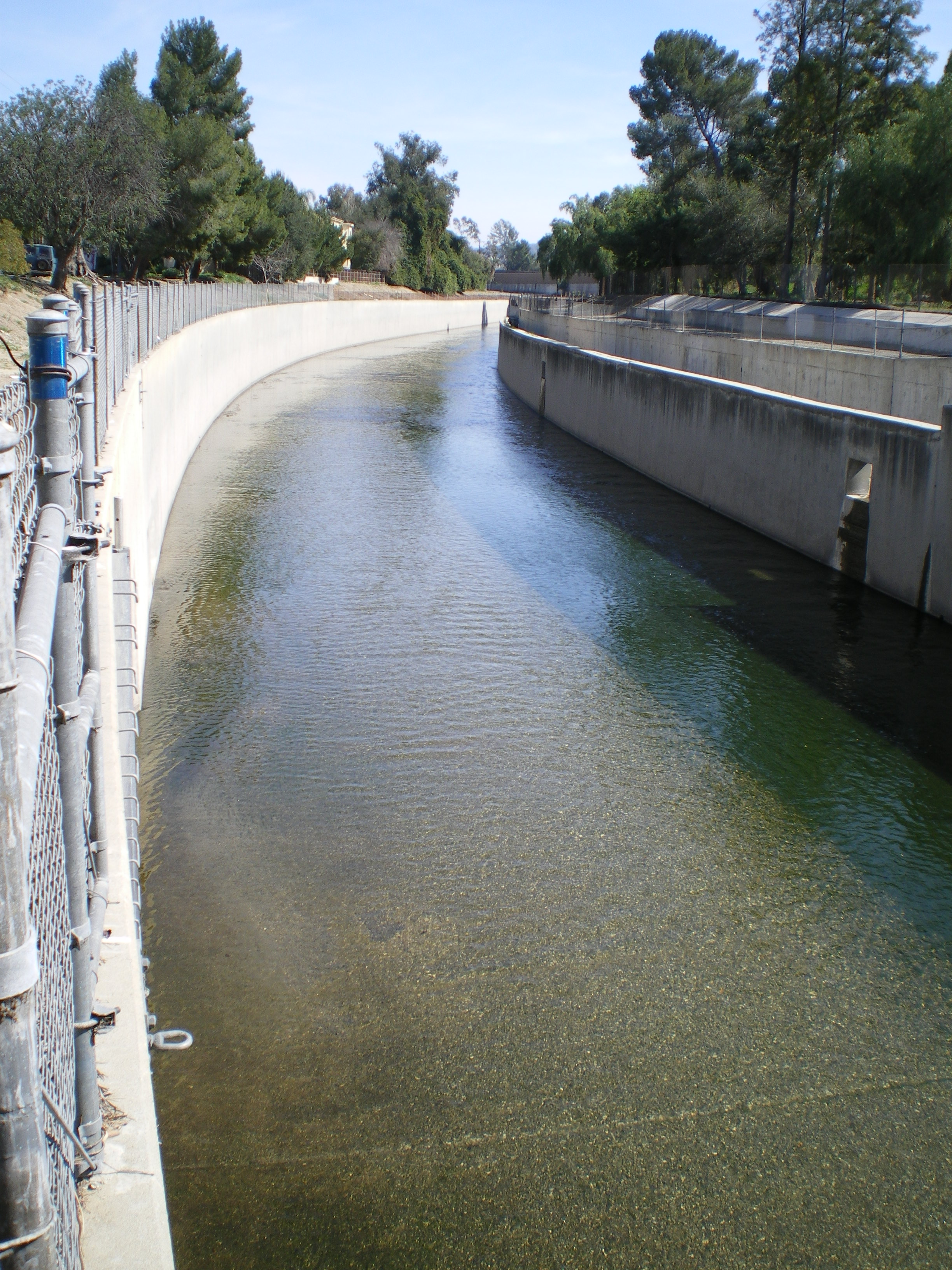
Лос-Анжелес у верхів'ях у Шерман-Оакс

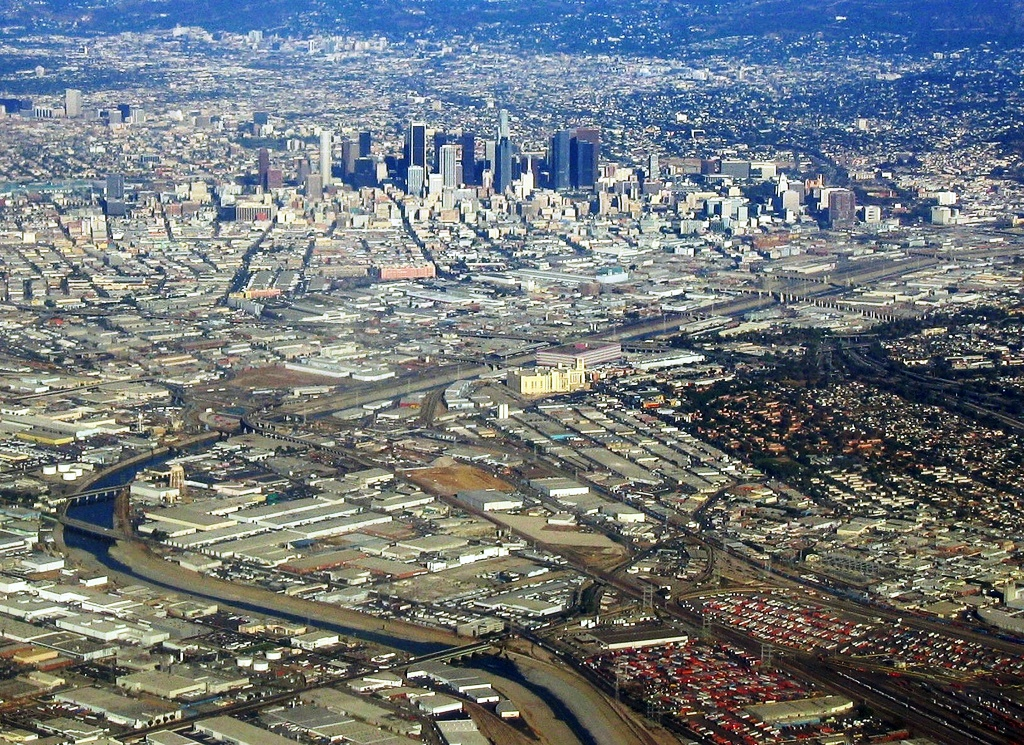
Вид у північно-західному напрямі на Даунтаун Лос-Анжелеса. На передньому плані річка Лос-Анжелес. На задньому плані виділяються будівлі Голлівуду під пагорбами гір Санта-Моніка.

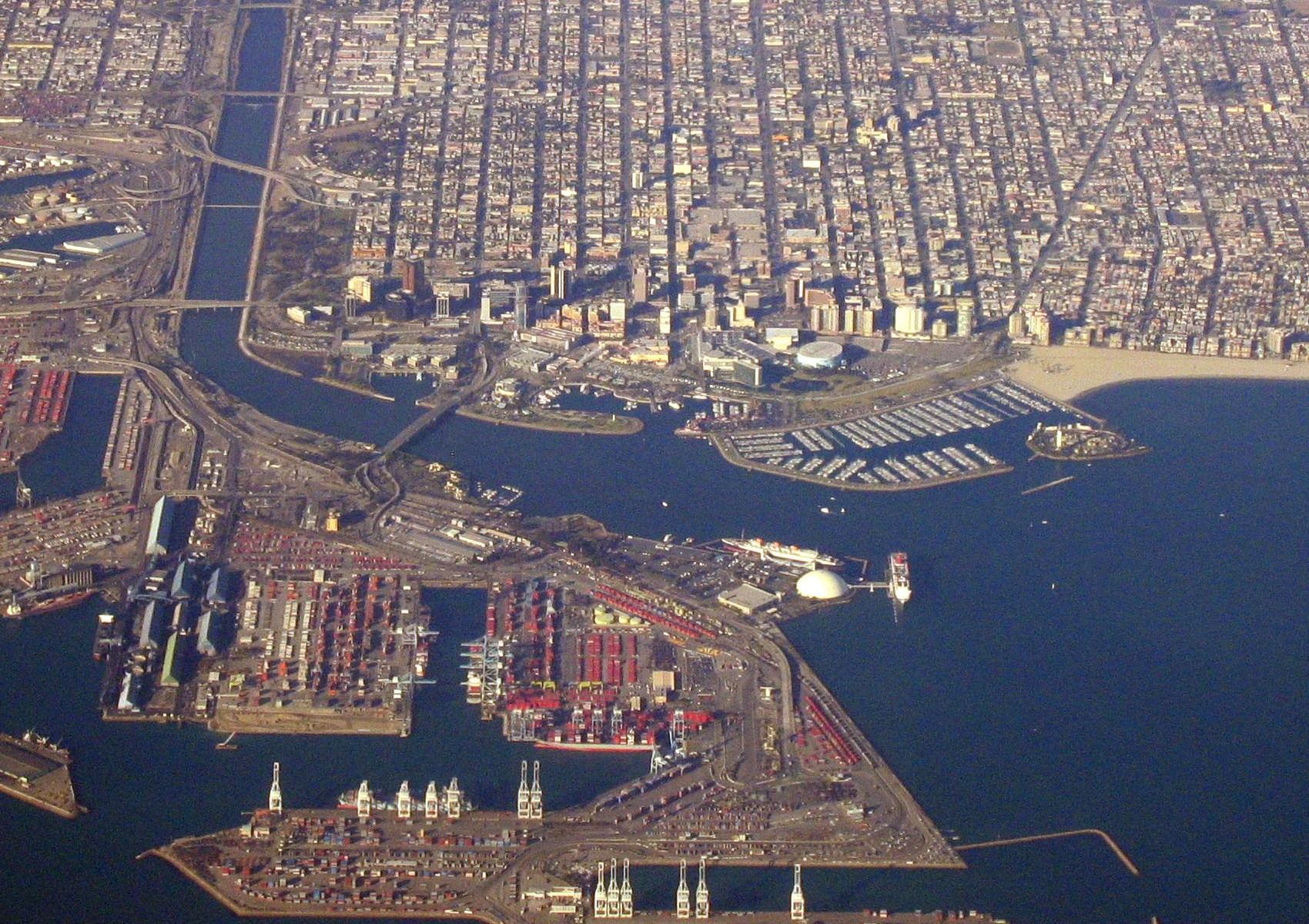
Гирло Лос-Анжелесу у Сан-Педроську затоку у місті Лонг-Біч

Лос-Анджелес (англ. Los Angeles, ісп. Los Ángeles, тонґ. Paayme Paxaayt) — річка в Лос-Анжелеському окрузі в Південній Каліфорнії над якою положено місто Лос-Анжелес. Одна з небагатьох цілорічних рівнинних річок Південної Каліфорнії.
Каналізоване бетонне річище Лос-Анжелесу часто ставало місцем автомобільних перегонів у голлівудських кінострічках.

## Назва
У 1769 році річку було відкрито іспанською експедицією під проводом Гаспара де Портоли, яка стала табором на березі ріки 15 серпня. Один із двох францисканських проповідників, що подорожували разом із експедицією, каталонський чернець Хуан Креспі дав річці назву Ель-Ріо-де-Нуестра-Сеньора Ла-Рейна-де-Лос-Анджелес-де-Порсіюнкула (ісп. el río de Nuestra Señora La Reina de Los Ángeles de Porciúncula), що перекладається як річка Богоматері цариці усіх янголів з Порсіюнкули. Креспі вибрав таку назву, бо 15 серпня є датою щорічного католицького свята Унебовзяття (Успіння) Діви Марії, що увінчено у назві невеликої каплички Порсіюнкула у Папській базиліці Санта Марії дельї Анджелі. Саме там зародилося францисканство.
Спочатку довгу назву річки скорочували до Порсіюнкула (англ. Porciuncula, ісп. Porciúncula), але з роками нинішня назва Лос-Анджелес переважила.
Мовою одного з корінних народів Каліфорнії тонґва річка називається Паайме Пахаайт (тонґ. Paayme Paxaayt), що означає західна річка.

## Плин
Джерела річки в горах Сімі-Гіллз й Санта-Сюзана. На заході Сан-Фернандської долини у місцевості Каноґа-Парк утворюється злиттям річок Белл-Крік, ліворуч, та Аройо-Калабасас, праворуч.
Довжина плину річки 82 км.
У Сан-Фернадській долині річка тече на схід, обминає східний край Санта-Моніцьких гір і повертає на південь, де впадає у затоку Сан-Педро в місті Лонг-Біч.
Сточище Лос-Анжелесу вважається напівпустелею, бо отримує менше 375 мм щорічних опадів.
Взимку та навесні живлення дощове й таненням снігів. Влітку та восени річка живиться з Водоочисного заводу Дональда С. Тіллмана у Ван-Найсі та з міських стоків. Течія Лос-Анжелесу може бути жвавою, навіть улітку.

### Повені
Річка часто повноводна через таненням снігу на горах та сильними, коротко тривалими субтропічними зливами, що спричинювали повені. Річка утворює характерну алювіальню рівнину з плавнями та оболонями. Після серії спустошень через повені на початку 20-го сторіччя, Лос-Анжелес було каналізовано в бетонні споруди.

### Природний стан
Групи захисту довкілля підтримують усунення бетонного каналу та відновлення природного та тваринного середовища річки. Деяка частина каналу Лос-Анжелесу має ґрунтове тло з відновленим тваринним життям. Іншими планами пропонується створення парків над річкою.
Річка потерпає від сільськогосподарських, міських та промислових стоків.
У межах центральної частини міста Лос-Анжелесу тривають програми створення парків над річкою Лос-Анжелес. Створена велосипедна стежка вздовж частини берегу.

## Притоки
Притоки Лос-Анджелесу:
- ліві:
  - Белл-Крік[en], також відомий як Іскорпіон-Крік, довжиною 16 км, джерело в Белл-Каньйон у Сімі-Гіллз в окрузі Вентура; тече місцевостями Белл-Каньйон, Вест-Гіллз та Каноґа-Парк;
  - Браунс-Каньйон-Вош[en] (або Браунс-Каньйон-Крік), довжина 16,6 км, джерела в Бруйнс-Каньйон у горах Санта-Сюзанна; тече місцевостями Чатсворт, Канога-Парк і Віннетка, вздовж річки кінна та велосипедна стежина;
  - Алізо-Крік, довжина 16 км, джерела в Алізо-Каньйоні нижче гори Оат-Маунтен у горах Санта-Сюзанна; Портер-Ранч, Гранада-Гіллз, Нортрідж, Різіда;
  - Булл-Крік, тече місцевостями Гранада-Гіллс, Нортрідж, Норт-Гілл, Балбоа-Лейк;
  - Таджунга-Вош[en], довжина 21 км, називається Вош, тому, що він здебільшого сухий, джерела в горах Сан-Габріел, тече місцевостями Шаддов-Гіллз, Лейк-Вью-Террас, Пакоїма, Сан-Валлі, Панарама-Сіті, Ван-Найс, Валлі-Глен, Ває-Вілладж, Студіо-Сіті;
  - Вердуго-Вош; тече через Ла-Каньяда-Флінтрідж та Глендейл;
  - Аройо-Сіко (з іспанської «Сухий струм»), довжина 40 км, джерела у горах Сан-Габріел, тече через Пасадену;
  - Ріо-Гондо[en] (з іспанської «Глибока річка»), довжина понад 26 км, джерела приток річки в горах Сан-Габріел, з головною Санта-Аніта-Крік, тече через Ел-Монте й Монтебелло;
- праві:
  - Аройо-Калабасас[en], довжина 11 км, джерела в Санта-Моніцьких горах й Сімі-Гіллз, тече в місцевостях Вудланд-Гіллз та Каноґа-Парк;
  - Комптон-Крік[en], довжина біля 14 км, тече через Комптон.

## Поселення над Лос-Анджелесом
Над Лос-Анджелесом положені місцевості міста Лос-Анджелес та міста Лос-Анджелеської округи:
- над правим берегом:
  - на півночі: Каноґа-Парк, Вудленд-Гіллз, Тарзана, Енсіно, Шерман-Оакс[en], Студіо-Сіті, Юніверсал-Сіті
  - у центрі: Лос-Феліз[en], Сілвер-Лейк[en], Іліжіан-Валлі (Іко-Парк), Чайнатаун, Даунтаун Лос-Анжелеса
  - на півдні: міста Вернон, Мейвуд, Белл, Кудагі, Саут-Гейт, Линвуд, Комптон, Лонг-Біч
- над лівим берегом:
  - на півночі: Віннетка[en], Різіда[en], Лейк-Бальбоа[en], Шерман-Оакс, Студіо-Сіті, Толука-Лейк[en], місто Бербанк
  - на сході: місто Глендейл, Етвотер-Вілладж, Глассел-Парк, Сайпресс-Парк, Лінкольн-Гейтс, Бойл-Гейтс
  - на півдні: міста Вернон, Коммерс, Белл-Гарденс, Давні, Саут-Гейт, Парамаунт, Карсон, Лонг-Біч та місцевість Ранчо-Домінгез[en].

## Історія

### Нарід Тонгва у Янгна
Річка Лос-Анжелес була джерелом понад тисячоріччя для тонгва — найбільшої групи індіанців у Північній Америці. Тонгва мали найбільше поселення на правому боці Лос-Анжелесу, де тепер Даунтаун Лос-Анжелесу. На 1769 рік у цьому поселенні Янгна мешкало понад 200 тонгва.
Тонгва займали територію округ Лос-Анжелес, Оранж, частину Сан-Бернандіно й Ріверсайд, та острів Санта-Каталіна. Коли прийшли мексиканці вони назвали тонгва габріелино та приписали їх до місії Сан-Габріел, а тонгва Сан-Фернадської долини назвали фернарденьо з приписом їх до місії Сан-Фернандо.

### Повені за існування міста Королеви Янголів
Каспар де Портола, найперший європеєць, що побував у цьому краї назвав річку Порсіункула.
Створене 1781 року на місці індіанського поселення іспанське місто Ель-Пуебло-де-Нуестра-Сеньйора-де-лос-Ангелес (Місто Нашої Пані Королеви Янголів) 1815 року було змито повінню річки Лос-Анджелес.
До 1825 року річка Лос-Анджелес після обминання Санта-Моніцької гряди на сході не прямувала на південь у сторону затоки Сан-Педро, але повертала на захід до Санта-Моніцької затоки, річище сучасної річки Баллона-Крік. Тоді річищем у Сан-Педроську затоку текла теперішня річка Сан-Габріел. Після повені 1825 року між Пуебло Королеви Янгелов й затокою Санта-Моніка утворилося багато дреговин, тому річка повернула на південь за сучасним річищем до Сан-Педроської затоки.
Повінь 1861 року розмила береги, знесла водозабірні споруди та спустошила вже Сан-Фернандську долину.

### Лос-Анжелеський акведук
1904 року артезіанські криниці спустошили підземні води, на зростаючи потреби міста й сільського господарства. Керівник Лос-Анджелеської водної компані Вильям Мулхолланд розпочав проєкт постачання у Лос-Анджелеський край води з навколишніх гір та згодом з озера Моно.
Лос-Анжелес втратив домінуючу роль джерела водопостачання зі зведенням Лос-Анжелеського акведука в 1913 році.

### Каналізація Лос-Анджелесу
Після повені 1914 року зі збитками 14 млн доларів були побудовані початкові дамби. Проте дві повені 1930-х років призвело до втручання федерального уряду. У 1938-80 роках була проведена 82-кілометрова бетонна каналізація Лос-Анджелесу.
До каналізації річка іноді пересихала улітку. Проте з будівництвом бетонного каналу Лос-Анджелес більше ніколи не пересихав. Бетон допоміг зберегти воду від всмоктування до землі.
Каналізація змінила систему приток, плавнів, оболонів, дреговин, вирівняла й стабілізувала річище річки. Вона дозволила розбудувати раніше непридатні землі. Тільки 3 частини річки залишилися небрукованими:
- Сепулведа повене-контрольна система у долині Сан-Фернандо,
- від парку Гриффіт до долини Іліжіан, де високі ґрунтові води не дали можливості забрукувати річку,
- гирло річки у Лонг-Біч.[3]

З 1990 року продовжилися роботи з протиповеневих робіт у нижній частині річки, на каналі Ріо-Хондо та Комптон-Кріці. Цей проєкт убезпечить понад півмільйона осіб на 212 км² від 100-річного катастрофічного опаду.
До поточного проєкту відноситься 35 км велосипедної та кінної стежини вздовж річок Лос-Анджелесу й каналу Ріо-Хондо. Стежина починається у дамби Віттієрського звуження, продовжується вздовж Ріо-Хондо до її впливу в Лос-Анджелес й закінчується у гирла річки в затоці Сан-Педро. Стежина поєднує 7 парків, що прилеглі до річок Лос-Анджелес і Ріо-Хондо.